# 浙江玉立电器有限公司
浙江玉立电器有限公司，是一家制造吸油烟机、燃气灶、集成灶、蒸汽炉等厨房家用电器的企业。

## 历史
成立于1954年，总部位于中华人民共和国浙江省余姚市马渚镇东一路1号。